# 阿基米德號深海探測器
阿基米德號（英語：Archimède）是法國海軍建造的深海探測器。她由Pierre Willm和Georges Houot設計，使用42,000加侖的己烷作為浮力控制來源。阿基米德號是第一艘潛入大西洋最深處的載具（波多黎各海溝，深度27,510英尺（8,390米））。